# Rinaldo Varalda
Rinaldo Varalda (1895-1956) est un joueur de football italien, qui jouait au poste d'attaquant.
Il était connu sous le nom de Varalda II, afin de le différencier de Francesco Varalda, dit Varalda I.

## Biographie
Varalda II commence sa carrière avec le club du Foot-Ball Club Juventus lors de l'année 1919.
Il joue son premier match le 26 octobre 1919 contre Biellese lors d'une victoire 4 à 0, et sa dernière confrontation le 21 novembre 1920 contre le Football Club Torinese lors d'une défaite 2-1.
En tout, il inscrit 2 buts en 20 matchs sur deux saisons passées en bianconero.

## Palmarès
Juventus
- Championnat d'Italie :
  - Vice-champion : 1919-20.

## Statistiques
| Saison         | Club           | Championnat     | Championnat | Championnat |
| Saison         | Club           | Compétition     | Matchs      | Buts        |
| -------------- | -------------- | --------------- | ----------- | ----------- |
| 1919-1920      | Juventus       | Prima Categoria | 19          | 2           |
| 1920-1921      | Juventus       | Prima Categoria | 1           | 0           |
| Total Juventus | Total Juventus |                 | 20          | 2           |
| Total carrière | Total carrière |                 | 20          | 2           |